# Малое Зубово
Малое Зубово — опустевшая деревня в Тонкинском районе Нижегородской области. Входит в сельское поселение Пакалевский сельсовет.

## География
Находится на расстоянии примерно 24 километра по прямой на юго-запад от районного центра поселка Тонкино.

## История
В 1916 году в деревне было учтено дворов 11 и жителей 64 . По состоянию на 2020 год деревня опустела.

## Население
Постоянное население  составляло 10 человек (русские 100%) в 2002 году, 4 в 2010 .